# Патис
Патис (порт. Patis) — муниципалитет в Бразилии, входит в штат Минас-Жерайс. Составная часть мезорегиона Север штата Минас-Жерайс. Входит в экономико-статистический микрорегион Монтис-Кларус. Население составляет 5392 человека на 2006 год. Занимает площадь 444,646 км². Плотность населения — 12,1 чел./км².

## История
Город основан 21 декабря 1995 года. 

## Статистика
- Валовой внутренний продукт на 2003 год составляет 11 391 067,00 реалов (данные: Бразильский институт географии и статистики).
- Валовой внутренний продукт на душу населения на 2003 год составляет 2154,14 реалов (данные: Бразильский институт географии и статистики).
- Индекс развития человеческого потенциала на 2000 год составляет 0,605 (данные: Программа развития ООН).